# Newburgh Heights
Newburgh Heights és una població dels Estats Units a l'estat d'Ohio. Segons el cens del 2000 tenia 2.389 habitants.

## Demografia
Segons el cens del 2000, Newburgh Heights tenia 2.389 habitants, 1.052 habitatges, i 621 famílies. La densitat de població era de 1.590,3 habitants/km².
Dels 1.052 habitatges en un 25,4% hi vivien nens de menys de 18 anys, en un 36,8% hi vivien parelles casades, en un 17,4% dones solteres, i en un 40,9% no eren unitats familiars. En el 33,9% dels habitatges hi vivien persones soles l'11,8% de les quals corresponia a persones de 65 anys o més que vivien soles. El nombre mitjà de persones vivint en cada habitatge era de 2,27 i el nombre mitjà de persones que vivien en cada família era de 2,91.
Per edats la població es repartia de la següent manera: un 21,6% tenia menys de 18 anys, un 8,9% entre 18 i 24, un 33,6% entre 25 i 44, un 22,4% de 45 a 60 i un 13,5% 65 anys o més.
L'edat mediana era de 37 anys. Per cada 100 dones de 18 o més anys hi havia 91,4 homes.
La renda mediana per habitatge era de 37.409 $ i la renda mediana per família de 42.131 $. Els homes tenien una renda mediana de 37.650 $ mentre que les dones 24.969 $. La renda per capita de la població era de 18.636 $. Aproximadament el 9,2% de les famílies i el 12% de la població estaven per davall del llindar de pobresa.

## Poblacions més properes
El següent diagrama mostra les poblacions més properes.